# Byvattnet
Byvattnet är en sjö i Strömsunds kommun i Ångermanland och ingår i Ångermanälvens huvudavrinningsområde. Sjön har en area på 0,101 kvadratkilometer och ligger 261 meter över havet.

## Delavrinningsområde
Byvattnet ingår i det delavrinningsområde (709696-152411) som SMHI kallar för Utloppet av Byvattnet. Medelhöjden är 303 meter över havet och ytan är 2,65 kvadratkilometer. Det finns inga avrinningsområden uppströms utan avrinningsområdet är högsta punkten. Vattendraget som avvattnar avrinningsområdet har biflödesordning 3, vilket innebär att vattnet flödar genom totalt 3 vattendrag innan det når havet efter 168 kilometer. Avrinningsområdet består mestadels av skog (78 procent). Avrinningsområdet har 0,1 kvadratkilometer vattenytor vilket ger det en sjöprocent på 3,8 procent.